# Campeonato Paulista de Futebol de 1936 (APEA)
O Campeonato de Foot-Ball da Associação Paulista de Sports Athleticos de 1935 foi a 24.ª e última edição do campeonato organizado pela APEA, jogado pelos clubes paulistas filiados a esta associação. É reconhecido como legítima edição do Campeonato Paulista de Futebol pela FPF. O campeão foi a Portuguesa, tendo o Ypiranga ficado com o vice-campeonato.
Diferentemente do campeonato organizado pela Liga Paulista de Futebol (LPF), o campeonato da APEA continuava sendo disputado no sistema de pontos corridos. Sete equipes participaram.
O artilheiro foi Carioca, da Portuguesa, com 18 gols.

## Classificação final
| Classificação - Final | Classificação - Final | Classificação - Final | Classificação - Final | Classificação - Final | Classificação - Final | Classificação - Final | Classificação - Final | Classificação - Final | Classificação - Final |
| Time | Time                  | PG                    | J                     | V                     | E                     | D                     | GP                    | GC                    | SG                    |
| --- | --------------------- | --------------------- | --------------------- | --------------------- | --------------------- | --------------------- | --------------------- | --------------------- | --------------------- |
| 1 | Portuguesa            | 21                    | 12                    | 10                    | 1                     | 1                     | 54                    | 14                    | 40                    |
| 2 | Ypiranga              | 19                    | 12                    | 9                     | 1                     | 2                     | 32                    | 20                    | 12                    |
| 3 | São Caetano EC        | 15                    | 12                    | 6                     | 3                     | 3                     | 26                    | 22                    | 4                     |
| 4 | Tremembé              | 9                     | 12                    | 2                     | 5                     | 5                     | 11                    | 25                    | - 14                  |
| 5 | Primeiro de Maio      | 8                     | 12                    | 3                     | 2                     | 7                     | 16                    | 26                    | - 10                  |
| 6 | Humberto I            | 6                     | 12                    | 2                     | 2                     | 8                     | 17                    | 30                    | - 13                  |
| 7 | Ordem e Progresso     | 6                     | 12                    | 3                     | 0                     | 9                     | 21                    | 40                    | - 19                  |
| PG - pontos ganhos; J - jogos; V - vitórias; E - empates; D - derrotas; GP - gols pró; GC - gols contra; SG - saldo de gols |                       |                       |                       |                       |                       |                       |                       |                       |                       |

## Premiação
| Campeão Paulista de 1936 (Campeonato da APEA) |
| --------------------------------------------- |
| PORTUGUESA (2º título)                        |